# 安娜·拉扎列娃
安娜·拉扎列娃（英語：Anna Lazareva，1997年1月31日—），俄羅斯女子排球運動員，司職接應二傳。現時效力於土超澤仁體育女排俱樂部。
她是俄羅斯國家女子排球隊隊員。由於隊中已有主力接應二傳岡恰洛娃，所以其經常為替補球員。拉扎列娃在2020-2021賽季韓國聯賽表現出色，獲得土超豪門費內巴切女排俱樂部賞識，在下賽季加盟其球會。